# Caloplaca aurea
Caloplaca aurea är en lavart som först beskrevs av Schaer., och fick sitt nu gällande namn av Alexander Zahlbruckner. Caloplaca aurea ingår i släktet orangelavar och familjen Teloschistaceae.   Inga underarter finns listade i Catalogue of Life.